# Populierengouduil
De populierengouduil (Xanthia ocellaris) is een nachtvlinder uit de familie van de uilen, de Noctuidae. 

## Beschrijving
De voorvleugellengte bedraagt tussen de 18 en 19 millimeter. De grondkleur van de voorvleugel is licht grijsbruin. Op de vleugel zijn vooral lichte dwarslijnen te zien en soms ook een wat donkerder middenband. De ringvlek en niervlek hebben een lichtgekleurde ran, en in de binnenkant van de niervlek is een wit puntje te zien. De achtervleugel is wittig.

## Levenscyclus
De populierengouduil gebruikt populier als waardplant. De rups is te vinden van april tot juni. Hij eet van de katjes van de waardplant. Oude rupsen eten soms ook van kruidachtige planten. De soort overwintert als ei. De vlinder kent één generatie die vliegt van augustus tot en met oktober.

## Voorkomen
De soort komt verspreid over het Europa, Voor-Azië en Marokko voor. De populierengouduil is in Nederland een zeldzame en in België een zeer zeldzame soort. 